# Ordem Militar do Leão Branco
 A Ordem Militar do Leão Branco, também conhecida como a Ordem Militar do Leão Branco "Para a Vitória" (em tcheco/checo:  Vojenský řád Bílého lva „Za vítězství“), foi uma condecoração da Tchecoslováquia, estabelecida em 9 de fevereiro de 1945 para recompensar o mérito militar e atos pessoais de bravura ou liderança.

## Descrição
A ordem existia em cinco classes diferentes. A insígnia de primeira classe era uma estrela de ouro, enquanto a insígnia de segunda classe era uma estrela de prata, ambas para serem usadas no peito.  A insígnia de terceira classe era uma cruz de prata, esmaltada em vermelho e usada suspensa por uma fita no peito. As insígnias de quarta e quinta classes eram medalhas de ouro e prata, respectivamente. As insígnias da primeira e segunda classes foram fortemente inspiradas no design da Ordem do Leão Branco. Ambas as ordens utilizavam uma estrela de oito pontas, com o medalhão central contendo o leão branco coroado do Brasão de armas da Tchecoslováquia. A diferença estava na cor da borda e no lema do medalhão que elas continham, sendo azul na Ordem Militar do Leão Branco.  O lema da Ordem Militar do Leão Branco era "Za vítězství" (Pela vitória), enquanto o lema da Ordem do Leão Branco era "Pravda vítezí" (Verdade conquista).

## Barretas
| Barretas da Ordem Militar do Leão Branco | Barretas da Ordem Militar do Leão Branco | Barretas da Ordem Militar do Leão Branco | Barretas da Ordem Militar do Leão Branco | Barretas da Ordem Militar do Leão Branco |
| Primeira classe Estrela de Ouro          | Segunda classe Estrela de prata          | Terceira classe Cruz                     | Quarta Classe Medalha de ouro            | Quinta Classe Medalha de prata           |
| ---------------------------------------- | ---------------------------------------- | ---------------------------------------- | ---------------------------------------- | ---------------------------------------- |
|                                          |                                          |                                          |                                          |                                          |

## Lista parcial de recipientes
- Dwight D. Eisenhower
- Jozef Gabcik
- Douglas MacArthur
- George S. Patton
- Bernard Montgomery
- Semion Timoshenko
- Jean de Lattre de Tassigny
- Gueorgui Júkov
- Madeleine Albright